# هودان نالاياه
هودان نالاياه (بالصومالية: Hodan Naalaye) (وُلدت عام 1976 وقُتلت يوم 12 تمّوز/يوليو من عام 2019) كانت إعلاميّة صومالية وناشِطة اجتماعيّة ومستشارة تَسويق. شغلت هودان منصب رئيس وكالة التكامل الثقافي ونائبة رئيس قسم المبيعات وتطوير البرمجة في شركة كاميرا ووركس برودكشن آنترناشيونال (بالإنجليزية: Cameraworks Productions International).

## الحياة المُبكّرة والتعليم
وُلدت نالاياه عام 1976 في الصومال، ونشأت في أسرة كبيرة مع أربعة أشقاء وسبع أخوات. هاجرت هودان – كانت تبلغُ من العمر حينها ستّ سنوات – رفقة والديها وإخوتها إلى كندا في عام 1984 حيثُ استقروا في البداية في إدمونتون بألبرتا ، قبل أن ينتقلوا في النهاية إلى تورنتو في عام 1992.
التحقت نالية بمعهد ويست هامبر الجامعي؛ وهي مدرسة ثانوية في إيتوبيكوك ثمّ أكملت تعليمها الثانوية لتلتحقَ بجامعة وندسور التي حصلت منها على شهادة بكالوريوس في مجال الاتصالات كما حصلت على شهادة دراسات عليا في الصحافة الإذاعية من كلية سينيكا. على المستوى اللّغوي؛ كانت هودان تُجيد إلى جانب الصومالية اللّغة الإنجليزية.

## المسيرة المهنيّة
لدى هودان نايلاه أكثرَ من 13 عامًا من الخبرة في عالَم الإذاعة والتلفزيون حيثُ عملت كمنتجة في عددٍ من البرامج التلفزيونية بما في ذلك أمريكان آيدول ويلا نرقص!. بالإضافة إلى ذلك؛ قدمت نالية استشارات في مجال التسويق والكتابة للشركات الناشئة حيثُ ركّزت في هذا المجال على كيفيّة تسويق العلامات التجارية عبر الإنترنت.
في سبتمبر 2013؛ عُيّنت هودان كرئيسةٍ لقسمِ المبيعات وتطوير البرمجة في شركة كاميرا ووركس برودكشن إنترناشيونال الكندية التي تتخذ من فوجان في أونتاريو مقرًا لها؛ والتي تعملُ على خدمات ما قبل الإنتاج. شغلت هودان أيضًا منصب رئيس وكالة التكامل الثقافي وهي شركة إعلامية متكاملة الخدمات متخصصة في تطوير وإنتاج وتسويق وتوزيع «البرامج متعددة الثقافات». بحلول شباط/فبراير من عام 2014؛ عقدت الشركة شراكة مع كاميرا ووركش برودكشن لإنتاج برنامج تلفزيوني ثقافي جديد؛ وتحقيقًا لهذه الغاية بدأت هودان في الأول من آذار/مارس في استضافة برنامج «تكامل: بناء هوية ثقافية جديدة» والذي سبر أعماق المُجتمع الصومالي وكان يُبث كلّ ليلة سبت على مدى نصف ساعة على قناة سيتي تي في.

## العمل الخيري
إلى جانب الإنتاج الإعلامي والاستشارات؛ كانت هودان ناشطة حقوقيّة كما عملت في المجال التطوعي في الصومال، حيثُ أسّست «مشروع توعية اللاجئين الصوماليين»، كما عملت هودان عن كثب مع عددٍ من المنظمات غير الربحية.

## الموت
قُتلت هودان نالاياه وزوجها فريد خلال هجوم إرهابي استهدفَ فندقًا في كيسمايو بالصومال عشيّة يوم الثاني عشر من تمّوز/يوليو 2019، حيثُ انفجرت سيّارة مفخّخة في البداية في مدخل الفندق قبل أن يقتحمهُ عددٌ من المسلحون الذين أطلقوا النيران بشكلٍ عشوائيّ وكانت تنظيم الشباب الصومالي قد أعلنَ مسؤوليتهُ عن الهجوم.